# Irving Brown
Irving Brown, né le 20 novembre 1911 à New York (dans l'arrondissement du Bronx) et mort le 10 février 1989 à Paris, est un syndicaliste américain membre de la Fédération américaine du travail, puis de l'American Federation of Labour - Congress of Industrials Organisations (AFL-CIO) qui joua un grand rôle en Europe de l'Ouest et en Afrique dans la lutte contre l'influence communiste au sein des syndicats et contre le « totalitarisme soviétique ». Selon diverses sources, il a simultanément mené une carrière d'agent de la CIA.
Selon Hugh Wilford, Brown « agissait plus ou moins de sa propre initiative lorsqu'il apportait le soutien américain aux syndicats « libres ».

## Biographie
Irving Brown est le fils d'un adjoint de Kerensky aux États-Unis. Kerensky, travailliste russe et ancien chef du gouvernement provisoire, avait émigré aux États-Unis après 1917. Brown est né à Chicago en 1911, y a été boxeur, puis est devenu syndicaliste et a affronté le syndicat des Teamsters (camionneurs américains) contrôlé par la mafia.
Lieutenant de l'United States Army, il est chargé en 1944 par l'OSS de préparer le débarquement en Sicile, puis en Provence.

### Aide à la scission de la CGT
Il s'attache ensuite à affaiblir les mouvements communistes en France et obtient en 1947 d'André Bergeron et Léon Jouhaux qu'ils quittent la CGT et créent la Confédération générale du travail - Force ouvrière (CGT-FO). C'est à ce titre qu'il est présent dès la création du syndicat à partir de 1946 et à tous ses congrès. Il est aussi l'un des créateurs de la Confédération internationale des syndicats libres.
À sa création, la CGT-FO reçoit le soutien logistique et financier de syndicats belges, allemands, et de l'AFL-CIO américaine sous l'égide de son tout récent FTUC (Free Trade Union Committee) et d'Irving Brown,, : la CIA, dont il est membre, souhaite « créer en France et en Italie des syndicats non communistes pour affaiblir la CGT et son homologue italienne, la CGIL ».

### Participation au Congrès pour la liberté de la culture
Le Congrès pour la liberté de la culture (CILC) est fondé au Titania Palace à Berlin-Ouest le 26 juin 1950 pour lutter contre l'idéologie communiste en Europe de l'Ouest. Irving Brown était membre de la délégation américaine.
Installé en France, Irving Brown y dirige à partir de la fin des années 1950 les relations internationales de l'AFL-CIO depuis son bureau du 10, rue de la Paix. Il prend une part importante dans la lutte contre les communistes grecs aussi bien que contre Salvador Allende au Chili.[réf. nécessaire]
Au cours de la guerre d'Algérie, il finance le Mouvement national algérien (MNA) et soutient certaines tendances du Front de libération nationale (FLN) afin de faire passer l'Algérie sous contrôle américain. Ce fut le plus grand échec de sa vie, et le secrétaire général de l'Élysée de l'époque, Bernard Tricot ne négocie pas avec lui un accord sur la crise algérienne.[réf. nécessaire]
Il organise en 1984 les manifestations qui, un peu partout dans le monde, ont accompagné la tournée internationale de Mikhaïl Gorbatchev et contribue ainsi à casser l'ultime tentative de maintenir en vie le régime soviétique. Dès 1985, il considérait que la partie était jouée, que l'Union soviétique avait perdu la partie et que sa chute n'était plus qu'une question de temps.
À partir de 1986, il est atteint de graves problèmes de santé. En 1988, il est décoré par Ronald Reagan de la médaille présidentielle de la Liberté.
Il meurt le 10 février 1989 dans son appartement parisien, boulevard Arago, à l'âge de 77 ans,. Il est inhumé au cimetière du Montparnasse.